# Зейналлы, Гюлай Тофик кызы
Гюлай Тофик кызы Зейналлы (азерб. Gülay Tofiq qızı Zeynallı; род. 10 июня 1988, Баку) — азербайджанская эстрадная певица.

## Карьера
Родилась 10 июня 1988 года в городе Баку.
В возрасте 7 лет поступила в класс мугама музыкальной школы № 30, параллельно брала уроки фортепиано. В 2001 году с 7 класса училась в средне-специальной музыкальной школе имени Бюльбюля, а с 9-го класса — в Музыкальном колледже имени Асафа Зейналлы. Затем продолжила образование в национальной консерватории в классе народного артиста Арифа Бабаева.
Принимала участие в конкурсе «Народная звезда» на азербайджанском телеканале «Azad Azərbaycan». Выступление принесло ей широкую популярность. На протяжении многих лет принимает участие в местных и международных государственных мероприятиях.

## Дискография

### Синглы
- Röyamdasan (2011)
- Dinə bilmədim (2011)
- Məhəbbət dil açanda (2011)
- Biləsən (2011)
- Biz necə unudaq bir-birimizi (2011)
- Xatırla məni (2011)
- Gəlməz bir daha (2011)
- Bayramınız mübarək (2011)
- Mən səninləyəm (2014)[4]
- Sevgilim (2015)[10]
- Oyna-oyna (2016)[3][11]
- Sənsizləmişəm (2016)[12]
- Ben yoruldum hayat (2016)[13]
- Sənli günlərimə bağışla məni (2016)[13]
- Sən olmasan (2017)[14]
- Böyük eşq (2019)[2]
- Doya-doya (2020)[15]
- Elə bil (2021)[16]

### Студийные альбомы
- Röyamdasan (2011) [17]